# Ruwen Straub
Pour les articles homonymes, voir Straub.
Ruwen Straub (né le 8 décembre 1993 à Darmstadt) est un nageur allemand.
Au début de sa carrière sportive, il suit une formation de banquier à la Sparkasse Miltenberg-Obernburg.

## Carrière
Aux Championnats d'Allemagne de natation 2014, il termine troisième de l'épreuve de 1 500 m nage libre et participe également à l'épreuve de 800 m.
Aux Championnats d'Allemagne de natation 2015, en avril 2015, à Berlin, il termine à nouveau troisième de l'épreuve de 1 500 m nage libre. Le 19 novembre 2015, Straub, entraîné par Stefan Lurz au SV Würzburg 05, remporte le 1 500 m nage libre (petit bassin) au Schwimmoper de Wuppertal en 0 h 14 min 31 s 94, battant Florian Wellbrock (SC Magdebourg, 0 h 14 min 51 s 22) et Henning Mühlleitner (SV Schwäbisch Gmünd, 0 h 14 min 51 s 94). Il réussit à se qualifier aux Championnats du monde de natation 2015, à Kazan, en Russie, où il termine 14e avec un temps de 0 h 15 min 4 s 80.
Début mai 2016, aux Championnats d'Allemagne de natation 2016, il est champion de l'épreuve de 800 m nage libre (0 h 7 min 54 s 96). La semaine suivante, il participe aux Championnats d'Europe de natation 2016, il termine 9e de l'épreuve de 800 m nage libre et 11e de l'épreuve de 1 500 m nage libre. En novembre 2016, aux championnats d'Allemagne en petit bassin, il est champion de l'épreuve de 800 m nage libre (0 h 7 min 38 s 19).
En juillet 2017, il prend part aux Championnats du monde de natation 2017 à Budapest, dans l'épreuve de 5 km, où il termine 28e avec un temps de 0 h 55 min 14 s 4. En novembre 2017, il est champion  de l'épreuve de 800 m nage libre (0 h 7 min 37 s 56) et champion de l'épreuve de 1 500 m nage libre (0 h 14 min 34 s 47).
Il participe aux Championnats d'Europe de natation 2018, à Glasgow, au Royaume-Uni, dans l'épreuve de 5 km, où il termine 11e avec un temps de 0 h 53 min 14 s 7. En novembre 2018, il conserve le titre de champion  de l'épreuve de 800 m nage libre (0 h 7 min 37 s 52).
Aux Championnats d'Allemagne de natation 2019, il est deuxième derrière Florian Wellbrock avec un temps de 0 h 14 min 58 s 92 qui lui permet de se qualifier aux Championnats du monde de natation 2019.
Aux Championnats d'Europe de natation en petit bassin 2019, à Glasgow, au Royaume-Uni, il est 11e de l'épreuve de 1 500 m nage libre (0 h 14 min 48 s 31). Aux Championnats du monde de natation 2019, Straub est 17e de l'épreuve de 1 500 m nage libre (0 h 15 min 5 s 51). En novembre 2019, aux championnats d'Allemagne en petit bassin, il est troisième de l'épreuve de 1 500 m nage libre (0 h 14 min 34 s 05).
Il participe aux Championnats d'Europe de natation 2020, à Budapest, dans l'épreuve de 5 km, où il termine 10e avec un temps de 0 h 55 min 51 s 3.